# Roger Le Taillanter
Œuvres principales
- Heures d'angoisse
- 36, quai des orfèvres

Roger Le Taillanter, né en 1925, originaire du Mené dans les Côtes-d'Armor, a suivi une carrière de policier, jusqu'à de hautes responsabilités, puis d'auteur de romans policiers. Il est décédé d'un cancer le 12 octobre 2005 à La Rochelle.
Parti du bas de l'échelle, il atteint le grade de commissaire de police à Paris et dirige la Brigade de répression du banditisme et la "Brigade mondaine". Il dirige ensuite le Service régional de police judiciaire de Rennes avec pour mission de mettre fin aux attentats à l'explosif perpétrés par le FLB. Celui-ci ripostera par la destruction de sa maison de Plouézec (un auteur a parlé à ce propos de provocation). Le FLB sera démantelé (mais ses membres seront amnistiés en 1981). Roger Le Taillanter prend sa retraite en 1979 et se consacre à l'écriture de nombreux romans policiers, et d'un scénario de film, inspirés de son expérience. Il obtint un succès remarquable avec ses livres et reçut le Prix du Quai des Orfèvres pour "Heures d'Angoisse" en 1997. Son autobiographie,  "Le Grand", Ma vie de flic était parue en 1995.

## Œuvres
- Paris sur crime, Julliard, 1977
- Paris sur drogue, Julliard, 1978  (ISBN 2260001173)
- Paris sur fric, Julliard, 1981
- Paris sur jeux, Julliard, 1982
- Paris sur vices, Julliard, 1983    (ISBN 2266013963)
- Les Derniers Seigneurs de la pègre, Julliard, 1986  (ISBN 2260004482)
- Paris sur turf, Julliard, 1987
- Dans l'enfer du minitel rose, Fallois, 1989  (ISBN 2-87706-025-X) (BNF 34994618)
- Commissaire Jobic[2], Fallois, 1991  (ISBN 2877060888)
- Les nouveaux esclaves, Fallois, 1992
- Sigoyer, le marquis fou, série "Crime Story", Poche, Fleuve Noir, 1992  (ISBN 2265047988)
- Pierrot le fou, Fleuve Noir, 1993
- Serge de Lenz, l'Arsène Lupin de l'entre-deux-guerres, Fleuve Noir, 1994
- "Le Grand", Ma vie de flic, Plon, 1995
- Heures d'angoisse, Fayard, 1997, Prix du Quai des Orfèvres  (ISBN 2213596956)
- La maison du nord, Plon, 1999  (ISBN 2259184251)
- 36, quai des orfèvres - Le dossier, Grancher, 2001  (ISBN 2733906933)
- Le Noyé de Porz Kuriuz, Jean Picollec, 2004  (ISBN 2864772094)